# Amonijev dikromat
Amonijev dikromat je tekoča snov, oranžne barve, ki je brez vonja in izjemno nevarna za zdravje. Zaradi prevelikega kopičenja v organizmu lahko povzroči raka, ali kako drugače trajno vpliva na okvare zdravja. Zato je treba ob morebitnem zaužitju vdihavanju, ali stiku s snovjo nemudoma poiskati zdravniško pomoč.
Najpogostejša uporaba snovi je kot utrjevalec emulzije pri sitotisku.
Za izdelek velja, da ni toksičen za vodno okolje. Izdelek je slabo topen v vodi.

## Ukrepi ob požaru:
Posebne nevarnosti
Pri sežigu lahko izdelek sprošča toksikološke ali zelo toksične pline. Ne sme se vdihavati par.
Primerna sredstva za gašenje
Za gašenje se lahko uporabljata le gasilska pena in kemijski prah. Ne sme se uporabljati vode.